# Tomislav Brkić
Tomislav Brkić (Mostar, 9 maart 1990) is een Bosnisch tennisser die voornamelijk actief is in het dubbelspel.

## Carrière
Brkić speelde in 2021 zijn eerste Grand Slam waar hij op de Australian Open de tweede ronde bereikte. Bij zijn debuut samen met Nikola Čačić op Roland Garros bereikte hij de kwartfinale. Hij won al twee ATP-toernooien en verloor ook drie finales. Hij won ook elf challengers in het dubbelspel.

## Palmares
| Legenda                       | Legenda               |
| ----------------------------- | --------------------- |
| Grand Slam                    |                       |
| Olympische Spelen             |                       |
| tot 2009                      | vanaf 2009            |
| Tennis Masters Cup            | ATP Finals            |
| ATP Masters Series            | ATP Tour Masters 1000 |
| ATP International Series Gold | ATP Tour 500          |
| ATP International Series      | ATP Tour 250          |

### Dubbelspel
| Nr.                          | Datum             | Toernooi         | Ondergrond    | Partner          | Tegenstanders in finale                 | Score             | Details |
| ---------------------------- | ----------------- | ---------------- | ------------- | ---------------- | --------------------------------------- | ----------------- | ------- |
| Gewonnen finales herendubbel |                   |                  |               |                  |                                         |                   |         |
| 1.                           | 7 maart 2021      | ATP Buenos Aires | Gravel        | Nikola Čačić     | Ariel Behar Gonzalo Escobar             | 6-3, 7-5          | Details |
| 2.                           | 24 juli 2022      | ATP Gstaad       | Gravel        | Francisco Cabral | Robin Haase Philipp Oswald              | 6-4, 6-4          | Details |
| Verloren finales herendubbel |                   |                  |               |                  |                                         |                   |         |
| 1.                           | 11 april 2021     | ATP Marbella     | Gravel        | Nikola Čačić     | Ariel Behar Gonzalo Escobar             | 2-6, 4-6          | Details |
| 2.                           | 24 juli 2021      | ATP Umag         | Gravel        | Nikola Čačić     | Fernando Romboli David Vega Hernández   | 3-6, 5-7          | Details |
| 3.                           | 24 oktober 2021   | ATP Moskou       | Hardcourt (i) | Nikola Čačić     | Matwé Middelkoop Harri Heliövaara       | 5-7, 6-4, [9-11]  | Details |
| Gewonnen challengers         |                   |                  |               |                  |                                         |                   |         |
| 1.                           | 17 maart 2013     | Sarajevo         | Hardcourt     | Mirza Bašić      | Karol Beck Igor Zelenay                 | 6-3, 7-5          |         |
| 2.                           | 19 november 2017  | Pune             | Hardcourt     | Ante Pavić       | Adrián Menéndez Maceiras Pedro Martínez | 6-1, 7-6          |         |
| 3.                           | 24 juni 2018      | Poprad-Tatry     | Gravel        | Ante Pavić       | Nikola Čačić Luca Margaroli             | 6-3, 4-6, [16-14] |         |
| 4.                           | 29 juli 2018      | Padova           | Gravel        | Ante Pavić       | Walter Trusendi Andrea Vavassori        | 6-2, 7-6          |         |
| 5.                           | 30 juni 2019      | Milaan           | Gravel        | Ante Pavić       | Andrei Vasilevski Andrea Vavassori      | 7-6, 6-2          |         |
| 6.                           | 14 juli 2019      | Perugia          | Gravel        | Ante Pavić       | Rogério Dutra da Silva Szymon Walków    | 6-4, 6-3          |         |
| 7.                           | 18 augustus 2019  | Cordenons        | Gravel        | Ante Pavić       | Nikola Čačić Antonio Šančić             | 6-2, 6-3          |         |
| 8.                           | 25 augustus 2019  | L'Aquila         | Gravel        | Ante Pavić       | Luca Margaroli Andrea Vavassori         | 6-3, 6-2          |         |
| 9.                           | 22 september 2019 | Biella           | Gravel        | Ante Pavić       | Ariel Behar Andrej Goloebev             | 7-6, 6-4          |         |
| 10.                          | 27 september 2020 | Forlì            | Gravel        | Nikola Čačić     | Andrej Goloebev Andrea Vavassori        | 3-6, 7-5, [10-3]  |         |
| 11.                          | 11 oktober 2020   | Parma            | Gravel        | Marcelo Arévalo  | Ariel Behar Gonzalo Escobar             | 6-4, 6-4          |         |
| 12.                          | 9 oktober 2022    | Parma            | Gravel        | Nikola Čačić     | Luis David Martínez Igor Zelenay        | 6-2, 6-2          |         |

## Resultaten grote toernooien

### Dubbelspel
| Legenda | Legenda                          |
| ------- | -------------------------------- |
| g.t.    | geen toernooi gehouden           |
| l.c.    | lagere categorie                 |
| –       | niet deelgenomen                 |
| G       | uitgeschakeld in de groepsfase   |
| 1R      | uitgeschakeld in de eerste ronde |
| 2R      | uitgeschakeld in de tweede ronde |
| 3R      | uitgeschakeld in de derde ronde  |
| 4R      | uitgeschakeld in de vierde ronde |
| KF      | uitgeschakeld in de kwartfinale  |
| HF      | uitgeschakeld in de halve finale |
| F       | de finale verloren               |
| W       | het toernooi gewonnen            |
| w-v     | winst/verlies-balans             |

| grandslamtoernooien |    |    |
| Australian Open     | 2R | 1R |
| Roland Garros       | KF | 1R |
| Wimbledon           | 3R | 1R |
| US Open             | 2R | 1R |
| statistieken        |    |    |
| titels per jaar     | 1  | 1  |
| eindejaarsranking   |    |    |